# Pico Airdrop
O Pico Airdrop é uma montanha da Antártida localizada nas coordenadas (83 ° 45'S 172 ° 45'E / 83,75 ° S ° E 172,75 / -83,75; 172,75) é uma montanha de dois picos que se eleva 890 metros acima do nível do mar.